# Junko Sawamatsu
Junko Sawamatsu (jap. 沢松順子 Sawamatsu Junko; ur. 10 kwietnia 1948 w Nishinomiya) – japońska tenisistka, reprezentantka w Pucharze Federacji.
Praworęczna zawodniczka była pierwszą japońską tenisistką zawodową. W 1973 doszła do ćwierćfinału wielkoszlemowego Australian Open w grze pojedynczej. Większe sukcesy w tenisie osiągnęła jej młodsza siostra Kazuko (m.in. triumfatorka Wimbledonu w deblu w 1975). Siostry Sawamatsu występowały często wspólnie jako para deblowa, razem były w ćwierćfinale Wimbledonu w 1970. Tworzyły także parę w reprezentacji w Pucharze Federacji w 1970. W odróżnieniu od siostry Junko występowała w reprezentacji japońskiej wyłącznie w deblu, bilans jej pojedynków to 1 zwycięstwo i 2 porażki.
Tradycje rodzinne kontynuowała jej córka Naoko (ur. 23 marca 1973), również ćwierćfinalistka Australian Open oraz 14. zawodniczka rankingu światowego w 1995.